# Saint-Floris
Saint-Floris település Franciaországban, Pas-de-Calais megyében. Lakosainak száma 629 fő (2022. január 1.). Saint-Floris Merville, Haverskerque, Calonne-sur-la-Lys, Robecq és Saint-Venant községekkel határos.

## Népesség
A település népessége az elmúlt években az alábbi módon változott:
| Lakosok száma | 543  | 560  | 595  | 592  | 605  | 619  | 625  | 629  | 629  |
|               | 2013 | 2015 | 2016 | 2017 | 2018 | 2019 | 2020 | 2021 | 2022 |